# فوجوجنا

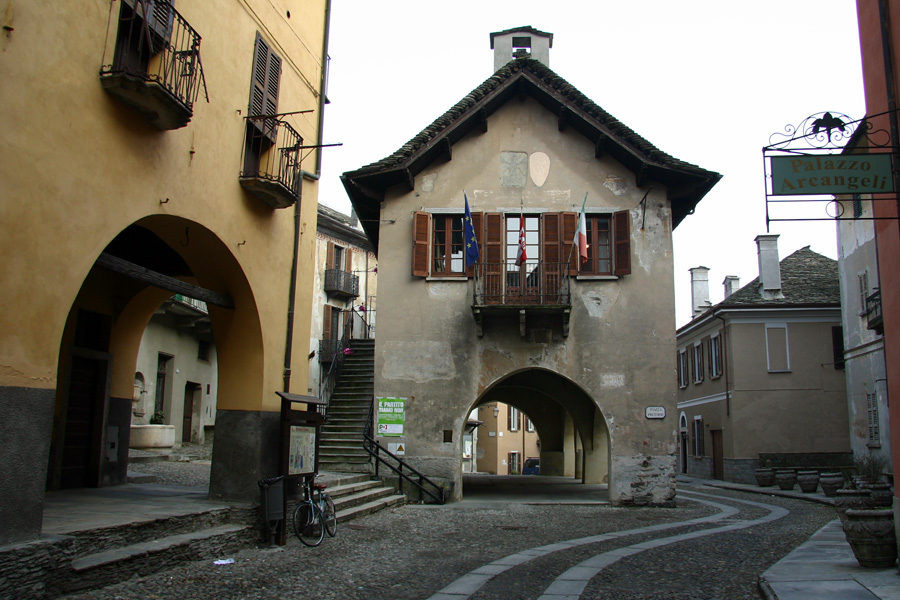
بالازو بريتوريو

فوجوجنا؛ هي بلدية تقع في قلب فال دوسولا في مقاطع فيربانو كوسيو أوسولا بيدمونت ، إيطاليا ، على بعد حوالي ٢٠ كيلومتر (١٢ ميل ) شمال غرب فيربانيا . تتركز البلدية (عدد سكانها ١٧٨٥ اعتبارًا من عام ٢٠١٠)  في مدينة فوغوغنا وتمتد على مساحة ١٥.٢٨ كيلومتر مربع (٥.٩٠ ميل ) ، جزئيًا داخل حديقة فال غراندي الوطنية ؛ يتراوح الارتفاع بين ٢١١ و ٢،٠١٨ متر (٦٩٢ واضح ٦،٦٢١ قدم ) فوق مستوى سطح البحر. تشمل المستوطنات النائية ( فرازيوني ) داخل البلدية براتا ودريسيو وجينستريدو.
البلديات المحيطة هي بيورا كارديزا و بالانزينو بيدموليرا و بيف فيرجونتي و بريموسيلو تشيوفيندا.

## المعالم السياحية الرئيسية

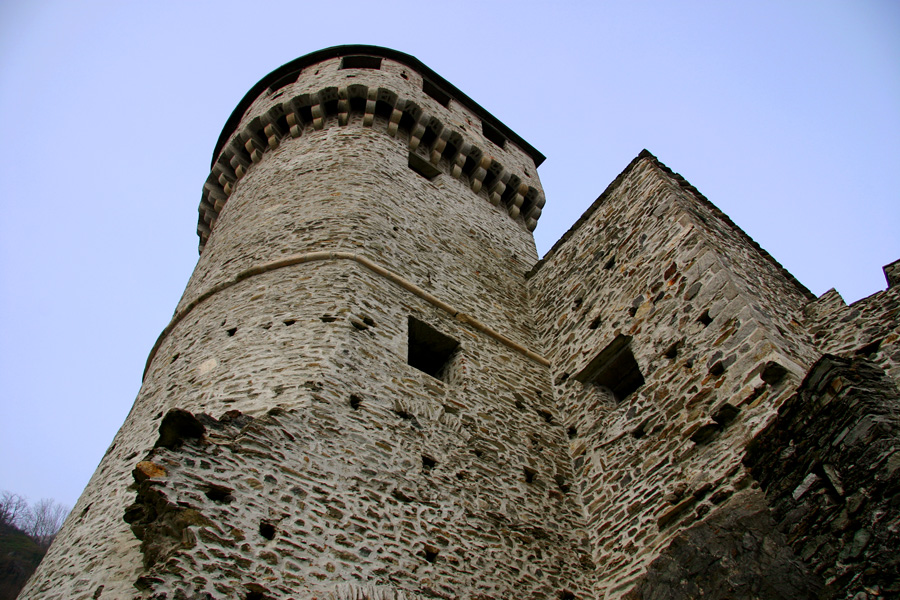
كاستيلو فيسكونتيو

تم بناء قلعة فوجوجنا ، في طريق كاستيلو ، في عام ١٣٤٤ لأسقف نوفارا ، جيوفاني فيسكونتي ، وتم تمديدها في عام ١٤٤٩ . يوجد فوق القلعة بقايا جرجير قديم يعود تاريخه إلى القرن التاسع أو العاشر.
تم بناء بالازو بريتوريو ، أو برواتو ، في عام ١٣٤٨، أيضًا بأمر من جيوفاني فيسكونتي .
قلب يسوع الأقدس هي كنيسة الرعية التي أقيمت بين عامي ١٨٩٤ و ١٩٠٤ بأسلوب قوطي جديد .

سان بيترو ، في فرازيوني دريسيو ، هي كنيسة ذات أصول قديمة وتحتوي علىجداريتين مشهورتين من القرن الخامس عشر ؛ لقد تم اقتراح أن الرقم الذي يشكل قديسًا سرديًا قد تم تحديده مؤخرا على أنه بيليجرينو لازيوسي ، اشهر قديس من هذا النظام.

## المدن التوأم - المدن الشقيقة
توأمت فوجوجنا مع:
- لانكون بروفانس ، فرنسا